# 谷新助
谷 新助（たに しんすけ、1847年8月25日（弘化4年7月15日） - 1918年（大正7年）8月15日）は、明治から大正時代の政治家・実業家・薬種商。貴族院多額納税者議員。

## 経歴
大坂に生まれる。谷卯兵衛の長男として生まれ、1872年（明治5年4月）に分家した。12歳から売薬商・宇野伝七が経営する河内堂に雇われ、1872年（明治5年）独立し伏見町に店を構えた。家業の傍ら大阪司薬場（現国立医薬品食品衛生研究所大阪支所）に通いオランダの薬学者・ドワルスに製薬技術を学び新薬の研究を行った。
のち高橋正純の眼に留まり近代的薬剤製錬術を学び、改良工夫を重ねたのち1886年（明治19年）に「健胃固腸丸」と「健胃下腹丸」の2剤を開発。回春堂を設立して新聞広告などで大々的に宣伝し販売した。新薬開発は実母の持病である胃腸虚弱を治す目的から出発した。
政界でも活躍し、1890年（明治23年）以降、大阪市東区会議員、同市会議員、同府会議員を務めたほか、1906年（明治39年）には大阪府多額納税者として補欠選挙で貴族院議員に互選され、同年12月13日から1911年（明治44年）9月28日まで在任した。
ほか、大阪商業会議所会員、大阪私立衛生会評議員、同監事、大阪府立高等商業学校商議員、阪神曳船会社取締役、第五回内国勧業博覧会期成同盟会、同博覧会各商議員、大阪出品協会協賛員、日本赤十字社、帝国海事協会（現日本海事協会）各特別社員、仁寿生命保険合資会社商議員を歴任した。1876年（明治9年）には大阪薬学校を創立した。